# Национальный марш за равноправие

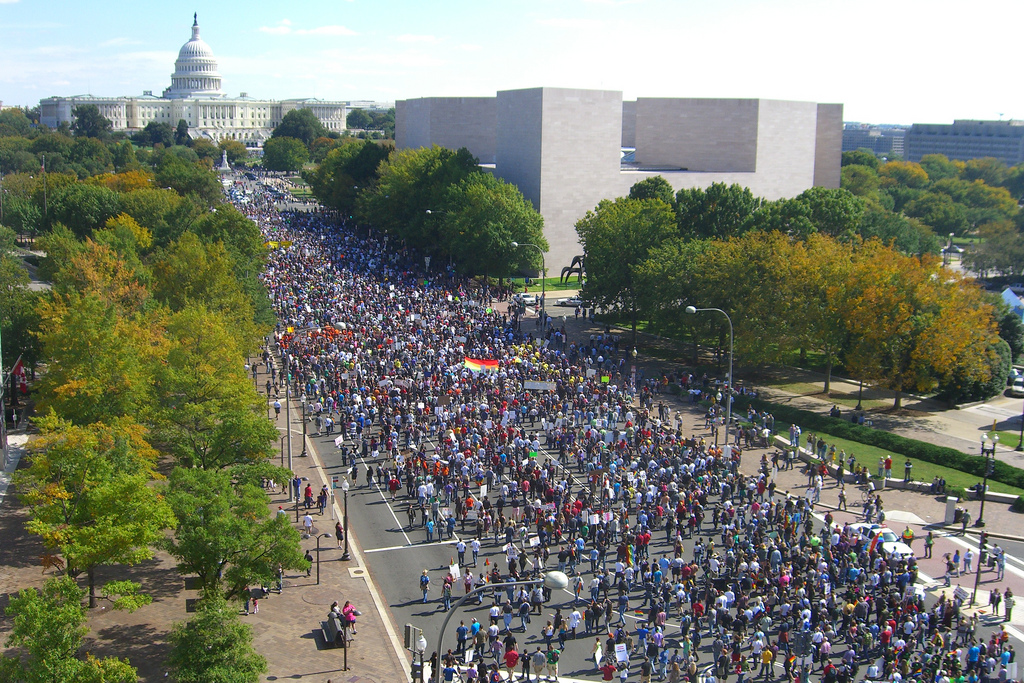
Вид на марширующих с высоты.

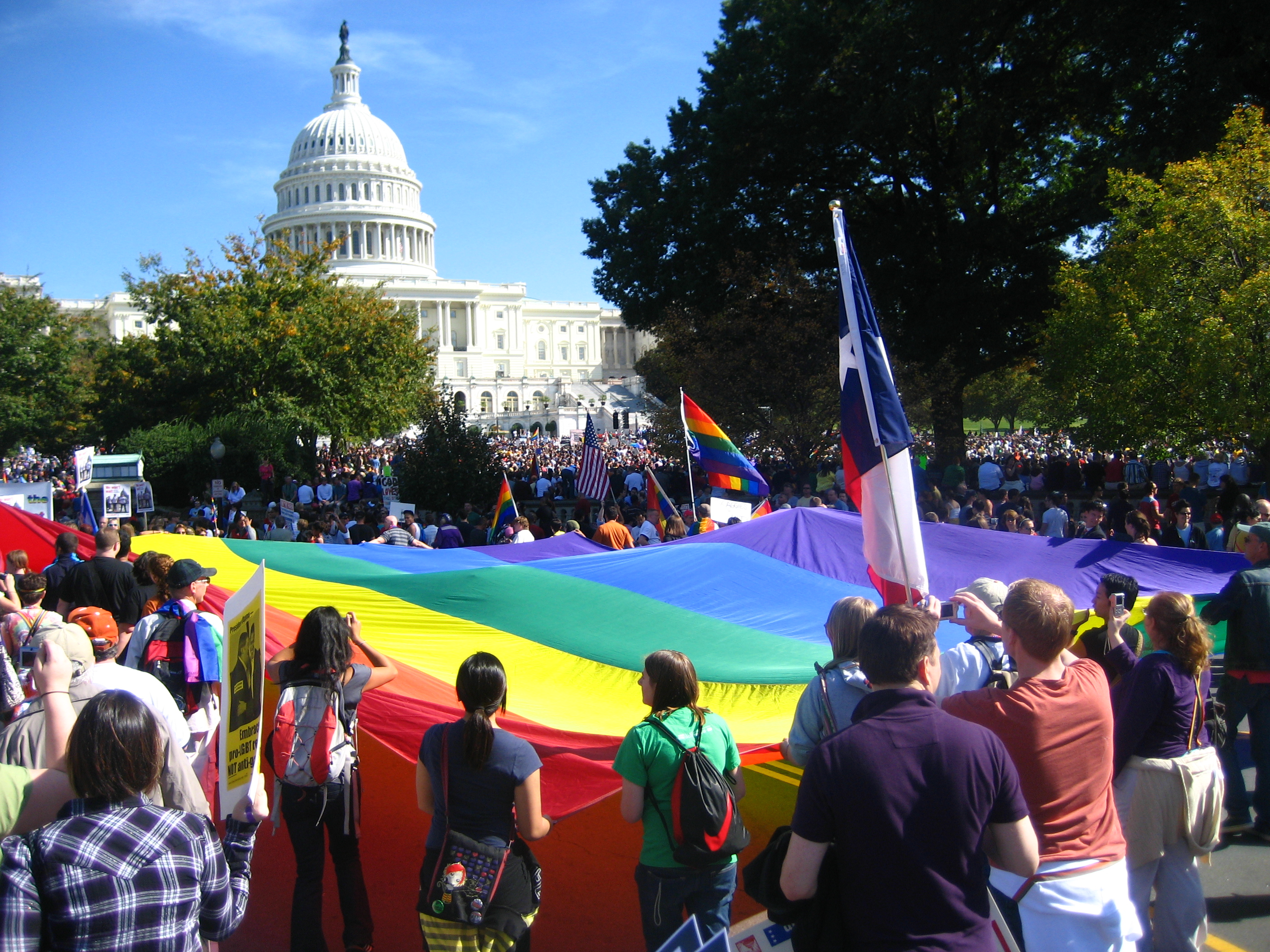
Активисты на фоне Капитолия.

Национальный марш за равноправие (англ. National Equality March — букв. Национальный марш равенства) — крупный политический митинг, который прошёл 11 октября 2009 года в Вашингтоне, округ Колумбия. Участники марша выступали против притеснений и дискриминации лесбиянок, геев, бисексуалов и транс-людей (ЛГБТ) в вопросах, регулируемых гражданским законодательством во всех 50 штатах США и округе Колумбия. Марш был организован Девидом Микснером, известным писателем и правозащитником, и Кливом Джонсом, политическим активистом. Марш стал крупнейшей политической акцией ЛГБТ в США со времён последнего Национально марша в поддержку ЛГБТ, прошедшего в марте 2000 года.
Проведение марша совпало с другими мероприятиями, проводимыми NCOD (англ. National Coming Out Day) в память об одиннадцатой годовщине убийства американского студента Университета Вайоминга Мэттью Шепарда, жертвы преступления на почве ненависти к гомосексуалам, ставшего символом борьбы с гомофобией, насилием и предрассудками в отношении сексуальных меньшинств.

## Выступление Барака Обамы
Накануне проведения марша, президент США Барак Обама обратился к членам организации «Кампания за права человека» (англ. Human Rights Campaign, HRC) — одной из крупнейших ЛГБТ-организаций США, которая ставит своей целью защиту прав лесбиянок, гомосексуалов, бисексуалов и транс-людей. Это был второй случай в истории, после выступления Билла Клинтона перед членами HRC в 1997 году. Речь транслировалась по каналам CNN и С-SPAN.
В этой речи Обама затронул проблемы равноправия ЛГБТ, осудил преступления на почве ненависти, отметил значительные сложности продвижения в сознании общества равного отношения к гей-бракам, проблемы ВИЧ. Главным моментом речи стало обещание президента покончить с законом, запрещающим службу в армии представителям ЛГБТ, которые не скрывают свою сексуальную ориентацию.

## День марша
Сотни тысяч участников марша собрались между Белым домом и Капитолием, требуя у президента Барака Обамы сдержать данные им накануне обещания, позволить геям открыто служить в армии США и положить конец дискриминации ЛГБТ в этом вопросе. Также значительное возмущение вызвало принятие 8 поправки в конституцию штата Калифорния, устанавливающей законность браков только между мужчинами и женщинами. Это стало лишь одним из многих элементов продолжающейся многолетней судебной борьбы ЛГБТ-сообщества за свои права в штате Калифорния.
По оценкам СМИ численность протестующих была не менее 200 тысяч человек, хотя марш оказался менее массовым, чем предыдущие марши 1979, 1987, 1993 и 2000 годов, которые собирали по разным оценкам не менее 500 тысяч человек.
В общей сложности на организацию марша было потрачено 156 000$, хотя в результате, было привлечено значительно больше средств, около 260 000$. Основным отличием марша, стало значительное использование социальных сетей для координации действий и привлечения новых участников, что значительно ускорило подготовку митинга.

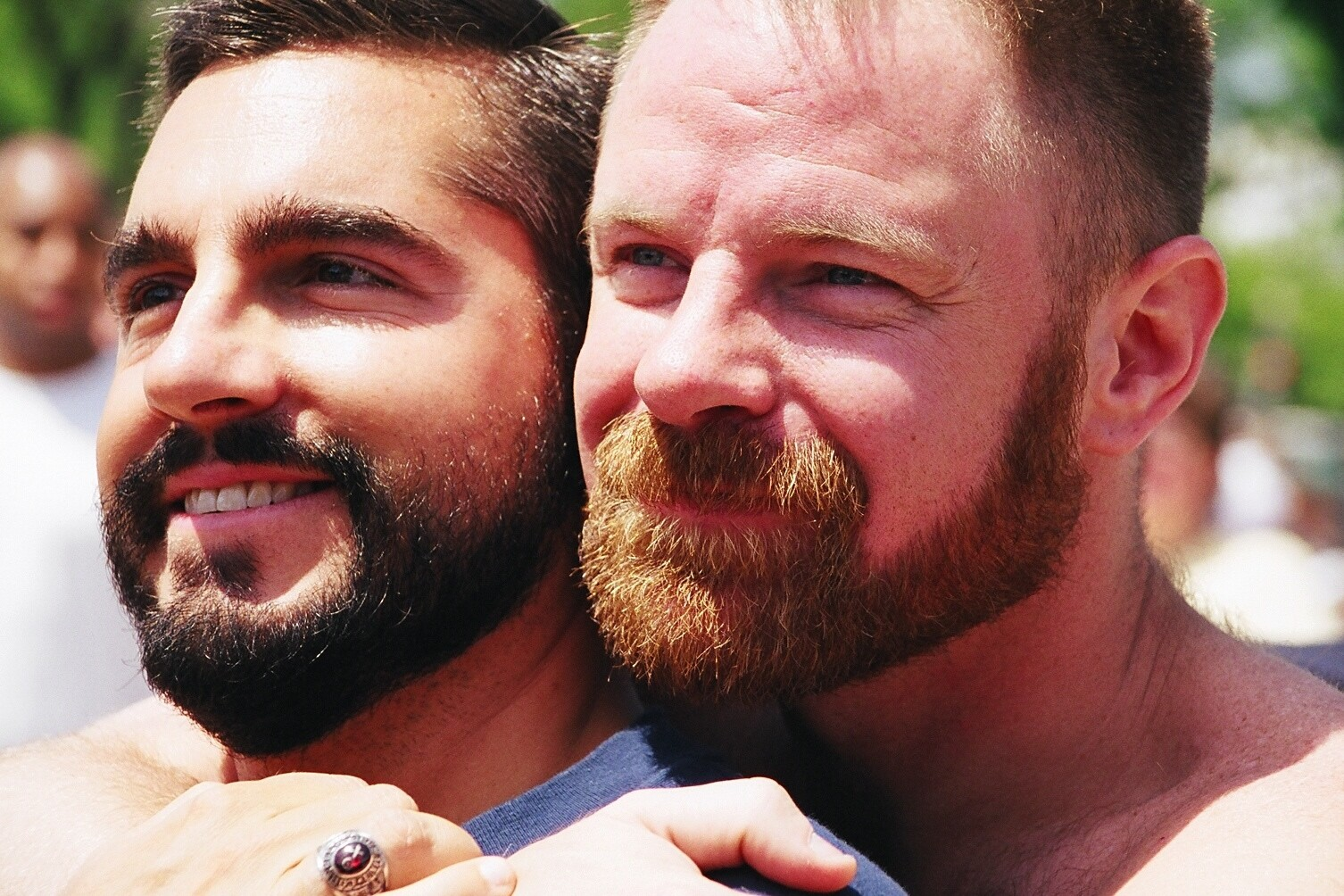
Предыдущий марш 2000 года.
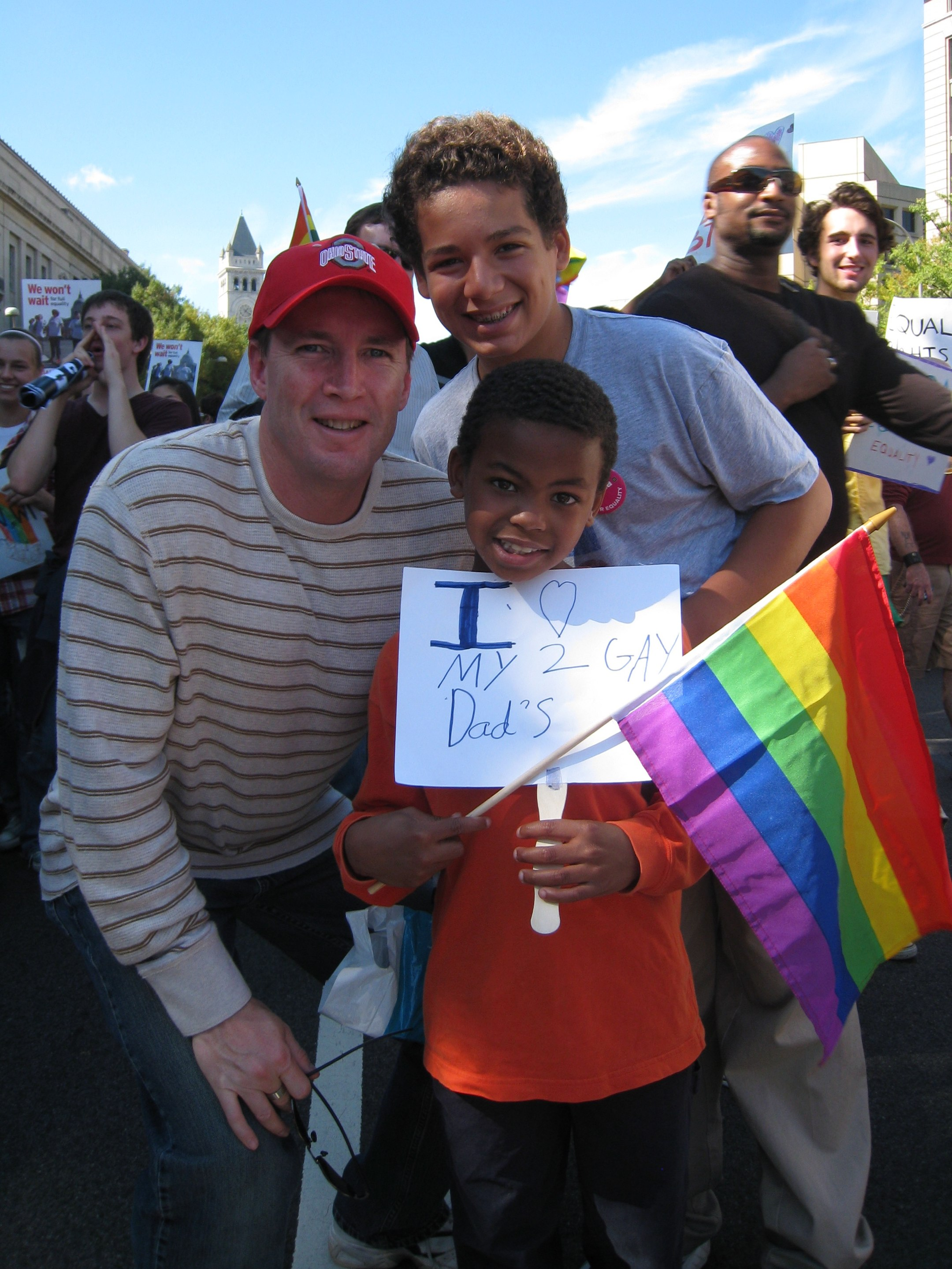
Мальчик сообщает нам, что он любит своих однополых родителей.
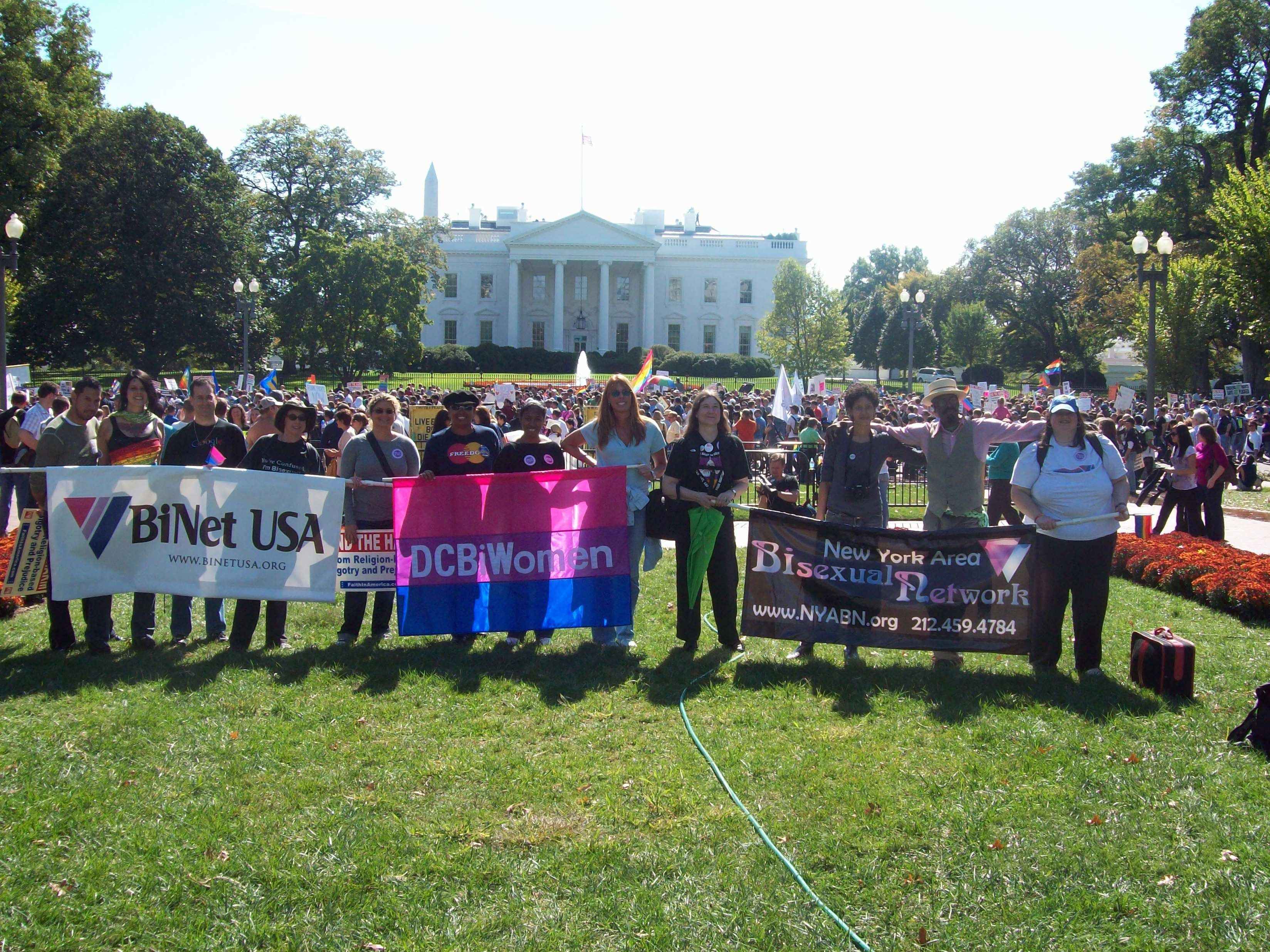
Активисты на фоне Белого дома.
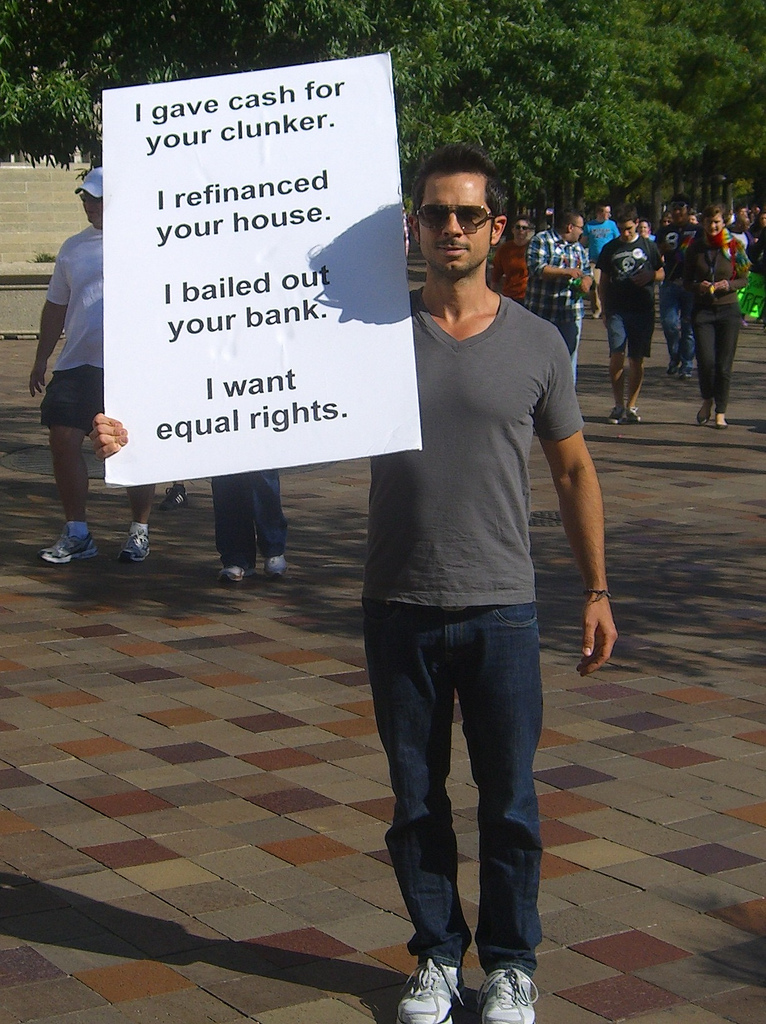
«Я требую равных прав».